# 雷迪什鎮區 (密蘇里州劉易斯縣)
雷迪什鎮區（英語：Reddish Township）是位於美國密蘇里州劉易斯縣的一個行政鎮區。

## 地方資料
雷迪什鎮區的面積為163.79平方千米，當中陸地面積為163.15平方千米，而水域面積為0.64平方千米。根據2020年美國人口普查的數據，當地共有人口233人，而人口密度為每平方千米1.42人。